# Mogote (Bagaces)
Mogote, también conocido como Guayabo de Bagaces por el nombre de su población principal, es el distrito tercero del cantón de Bagaces, en la provincia de Guanacaste, Costa Rica.

## Historia
Mogote fue creado el 26 de noviembre de 1971 por medio de Decreto Ejecutivo 2077-G. Segregado de Bagaces.

## Ubicación
El distrito de Mogote tiene a la villa de Guayabo como su centro administrativo; se encuentra a 23 km al norte del Bagaces,  en el flanco suroeste del volcán Miravalles.

## Geografía
Mogote cuenta con un área de 181,77 km² y una altitud media de 550 m s. n. m.

## Demografía
Para el año 2022, Mogote cuenta con una población estimada de 4337 habitantes, y para el último censo efectuado, en 2011, Mogote contaba con una población de 3398 habitantes.

## Economía
Bajo las faldas del Volcán Miravalles, las actividades comerciales de Guayabo, se basan en la agricultura (frijoles, cebolla, tomate, chile) y la ganadería de engorde y principalmente lechera.
Gracias al potencial de energía que el volcán Miravalles emana, el Instituto Costarricense de Electricidad (ICE), instaló un proyecto Geotérmico en el área brindando oportunidades de trabajo.
Hoy por hoy, la zona se ha estado desarrollando muy rápido en el comercio y el turismo por algunas propiedades turísticas que brindan el disfrute de las aguas termales, paseos a caballo y canopy tours.

## Localidades
- Cabecera: Guayabo
- Barrios: Los Ángeles, Oses, Barrio Miravalles, Bella Vista, El Roble,Barrio 2000,
- Poblados: Barro de Olla, Horcones, La Ese, Limonal, Manglar, Mochadero, Pueblo Nuevo, Rincón de La Cruz, San Isidro de Limonal, San Jorge, San Pedro, Torno.

## Transporte
Pulmitan,Tuc tuk

### Carreteras
Al distrito lo atraviesan las siguientes rutas nacionales de carretera:
- Ruta nacional 164
- Ruta nacional 165